# Trynna Finda Way
«Trynna Finda Way» — шостий і останній сингл канадсько-португальської співачки Неллі Фуртаду з альбому «Whoa, Nelly!». Випущений восени 2002 року лейблом DreamWorks.

## Список композицій
CD-сингл
1. "Trynna Finda Way" - 3:34
2. "Trynna Finda Way" (New Album Version) – 3:32
3. "Baby Girl" (Live) - 4:14
4. "My Love Grows Deeper" (Non-LP Version) - 4:54